# 德州電鋸殺人狂3
《德州電鋸殺人狂3》（英語：Leatherface: The Texas Chainsaw Massacre III）是一部於1990年上映的美國恐怖電影，由傑夫·布爾執導，為1974年《德州電鋸殺人狂》的第二部續集。敘述從加利福尼亞州到佛羅里達州旅行中的米雪兒和萊恩，拜訪德州一帶的加油站，但那附近住著殺人狂索耶家族，有著一名瘋狂揮舞著電鋸戴著「皮臉」的殺人狂。
這部電影由新線影業發行，新線影業從坎農電影購買了專營權。最初，這部電影被美國電影協會（MPAA）評為「X」級，限制了該作品的發展可能性。在工作室刪減之後，重新評級為「R」級，而新線影業於1990年1月12日發布。在英國首次發佈時被拒絕分類，該電影已經在未分級和「R」級版本的家庭媒體視頻中發布，並且在英國獲得了「18」認證的剪輯版本。
《德州電鋸殺人狂3》上映後，其評價和票房皆不佳，在美國的票房不到600萬美元。
電影由凱特·賀契、維果·莫天森、肯·福爾和威廉·巴特勒主演。

## 劇情
故事敘述一對正在旅行中的夫婦來到德州一帶的加油站，一名變態的加油站員用獵槍威脅他們，使得他們在一條荒涼的道路上尋求幫助，但也因此碰上了懷有私利的食人魔……

## 演員
- 凱特·賀契（英语：Kate Hodge） 飾 米雪兒（Michelle）[1]
- 維果·莫天森 飾 愛德華·「德克斯」·索耶（Edward "Tex" Sawyer）[1]
- 肯·福爾（英语：Ken Foree） 飾 班尼（Benny）[1]
- 威廉·巴特勒（英语：William Butler (actor)） 飾 萊恩（Ryan）
- 托尼·哈德森（英语：Toni Hudson） 飾 薩拉（Sara）
- 喬·萬格（英语：Joe Unger） 飾 修理匠·「叮噹」·索耶（Tinker "Tink" Sawyer）
- R·A·米亥勒夫（英语：R.A. Mihailoff） 飾 「皮臉」朱尼爾·索耶（"Leatherface"Junior Sawyer）
- 肯恩·哈德 飾 「皮臉」（特技演員）
- 湯姆·艾弗雷特（英语：Tom Everett） 飾 阿弗雷多·索耶（Alfredo Sawyer）
- 珍妮弗·班寇 飾 小女孩（Little girl）
- 貝絲·狄佩蒂 飾 吉娜（Gina）
- 杜恩·威特克（英语：Duane Whitaker） 飾 金（Kim）
- 米里恩·柏德·奈特瑞（英语：Miriam Byrd Nethery） 飾 安妮·索耶（Anne Sawyer）
- 麥克·席莫斯·威爾斯（英语：Michael Shamus Wiles）  飾 稽查人員（Checkpoint Officer）
- 卡洛琳·威廉姆斯（英语：Caroline Williams） 飾 記者（未掛名）客串

## 製作
在《半夜鬼上床系列》專營權成功後，新線影業從坎農電影集團購買《德州電鋸殺人狂系列》後，使其讓它成為了一個新的系列。他們與新系列的一部分意圖是將標題角色「Leatherface」作為主要巨星，高於他的殺人家族家屬。新線開始於1989年7月尋覓拍攝地點。他們在一份聲明中說到：「他們是回歸到強韌的恐懼。」在拍攝那個月的晚些在加利福尼亞的瓦倫西亞舉行。
導演傑夫·布爾希望岡納·韓森回歸「皮臉」（Leatherface）的角色，但雙方未能就財務報酬協議。

## 原聲帶
電影配樂包括以下曲目：
1. "Leatherface" （Lääz Rockit） – 4:10
2. "Bored" （Death Angel） – 3:27
3. "When Worlds Collide" （Wrath） – 5:42
4. "Spark In My Heart" （Hurricane（英语：Hurricane (band)）） – 4:56
5. "Power" （SGM） – 4:05
6. "One Nation" （Sacred Reich） – 3:20
7. "Monster Mash" （Utter Lunacy） – 5:31
8. "The Gift Of Death" （Wasted Youth（英语：Wasted Youth (American band)）） – 8:50
9. "Methods Of Madness" （Obsession（英语：Obsession (band)）） – 3:24
10. "Psychotic Killing Machine" （MX Machine） – 3:22

## 發展

### 審查
由於新線電影和美國電影協會（MPAA）之間的惡鬥，電影在釋出之前獲得了一定數量的惡名，因其暴力，最初將這部電影評為「X」級。在美國電影協會將「NC-17」級替換成「X」級之前，最終已獲得這一評級的電影。布爾參與使用的電影工作室是完全獨立的，加上之前《德州電鋸殺人狂2》被給予了未分級，以及電影的嚴厲的語氣。使電影工作室最後放寬修剪了更多的電影元素。布爾說：「這部電影的底片本身已被削減，以保持電影的發行的可能性。」這部電影在1990年被提交劇院發行後被英國電影分級委員會拒絕，而修剪版本在2004年提交視頻時獲得了「18」認證。總共將有4分18秒的畫面切割以獲得美國電影協會批准。

### 劇院發行
《德州電鋸殺人狂3》最初於1989年11月3日戲劇發行。然而，發行日期很快推遲到次年，並於1990年1月12日在1107個劇院開幕，其開幕式週末共計269萬美元，每個劇院的平均總額為2431美元。在第一週總共為60萬美元，合計總計3,296,932美元。這部電影在第二週下降了56.2％，只有144萬美元和國內總額為576萬美元。

### 家庭媒體
這部電影在同一年由索尼影視家庭娛樂公司發行VHS與鐳射影碟。
2003年，新線影視家庭娛樂在DVD上發行了「R」級與未分級版本的電影。DVD的特色功能包括傑夫·布爾、格雷戈里·尼科特羅、R.A.米亥勒夫、大衛 J.傑修、威廉·巴特勒、馬克·奧德斯基的音頻評論，並題為「索耶是家族：皮臉的塑造」（The Saw is Family：The Making of Leatherface）的功能。以及未修復的原始場景和刪除的場景的彙編，還有傑夫·布爾解釋，為什麼這些場景沒有最終刪減，電影的原始結局也包括在DVD上。

## 評價
《德州電鋸殺人狂3》發行時大部分受到許多負面評價。在爛番茄上根據16條評論，該片的評級為19％，平均評級為3.5/10。《華盛頓郵報》的理查德·哈靈頓（Richard Harrington）指責電影的失敗是為了讓電影獲得「R」級所做的修改，並表示：「他們拍攝了一部「X」級電影，但將其剪輯為「R」級以滿足美國電影協會評級。無論這是否只是一個宣傳手段，在這最新一期中，更是非常明顯。」電影威脅雜誌的克里斯·帕爾西利亞（Chris Parcillian）稱之為：「只是一個普通的砍殺電影，沒有什麼超越皮臉的聯繫，以推薦給辨認的粉絲。」Time Out出版社的馬克·凱默德稱之為「無情的虐待狂和令人震驚的有趣電影，將娛樂和同等程度的冒犯。」洛杉磯時報的麥克·威爾明頓（Michael Wilmington）稱之為「似曾相識。」震撼人心網站的雷恩·圖雷克說「你把這部電影名為不起眼的，但是懷念的恐怖影迷們，卻飢渴著等待戲院發行上映。」血腥噁心網站評價該電影4/5星寫道：「正如你可能已經猜到這部電影有的缺陷，但除此之外，我覺得這很有趣。」倫納德·馬爾丁把這部電影評為的1/2星（滿分4星），並認為電影的刪減毀了整體的調性。

## 商品
Mezco Toyz計劃於2010年11月從電影中發布「皮臉」（Leatherface）圖像，最終，發布被取消。國家娛樂收藏品協會將發布8英寸復古風格的《德州電鋸殺人狂3》「皮臉」（Leatherface）動作人物，將在2017年玩具展上亮相。

## 備註
1. ↑  The Saw is Family的Saw指的是鋸，但本段也有可能指的是殺人狂家族索耶（Sawyer）的拆解之意。

## 外部連結
- 互联网电影数据库（IMDb）上《Leatherface: The Texas Chainsaw Massacre III》的资料（英文）
- AllMovie上《Leatherface: The Texas Chainsaw Massacre III》的资料（英文）
- 爛番茄上《Leatherface: The Texas Chainsaw Massacre III》的資料（英文）
- Box Office Mojo上《Leatherface: The Texas Chainsaw Massacre III》的資料（英文）